# Lebršnik
Lebršnik är en ås i Bosnien och Hercegovina.   Den ligger i entiteten Republika Srpska, i den sydöstra delen av landet, 80 km söder om huvudstaden Sarajevo.
Omgivningarna runt Lebršnik är en mosaik av jordbruksmark och naturlig växtlighet. Runt Lebršnik är det ganska tätbefolkat, med 60 invånare per kvadratkilometer.